# Puntals
|  | Aquest article tracta sobre la posició castellera. Vegeu-ne altres significats a «Puntal (desambiguació)». |

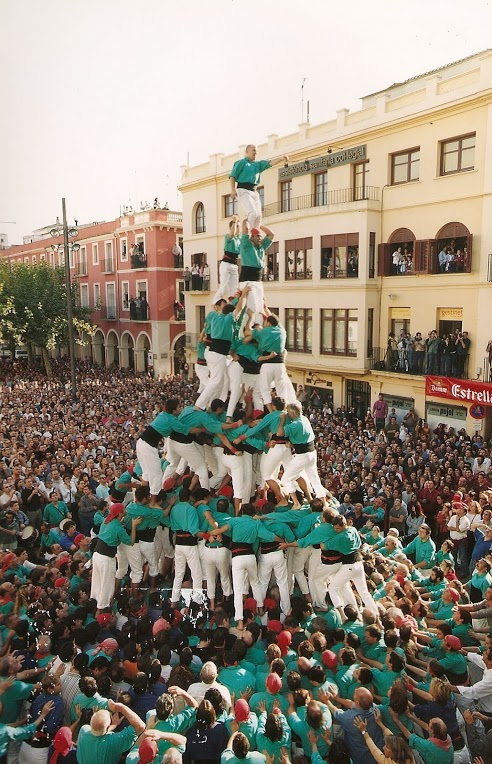
Primera presència a plaça de pis de puntals.

Els puntals o ajuts, és una part d'un castell que reforça el pis de quarts i ajuda el pis de quints. Actua com una quarta pinya situada sempre sobre de les manilles, que al mateix temps estan sobre d'un folre que alhora estan sobre de la soca.

## Història
Aquest pis va ser una innovació dels Castellers de Vilafranca durant l'actuació de la diada de Tots Sants del 2002 a Vilafranca del Penedès i va estar format per 9 persones. Aquesta nova part dels castells va ser creada per tal de dur a terme el pilar de 9 amb folre, manilles i puntals. Finalment el castell no va prosperar i es va ensorrar de seguida.
L'any 2014 el van assajar la Colla Vella dels Xiquets de Valls i el 2015 van plantejar-se'l novament els de Vilafranca per a la diada de Tots Sants però finalment en ambdós casos es va descartar i no es va ni intentar a plaça.
L'1 de novembre de 2022, els Castellers de Vilafranca van tornar a fer servir els puntals per carregar el primer pilar de 9 amb folre, manilles i puntals de la història.